# Vipavski Križ
Vipavski Križ (olasz nevén: Santa Croce di Aidussina) falu Szlovéniában, a Goriška statisztikai régióban, a Vipava-völgyben. Közigazgatásilag Ajdovščinához tartozik. A település környéki hegyeken már az ókori rómaiak előtt éltek emberek. A település első írásos emlékei a tizenharmadik századból valók. A település házai egy a kései tizenötödik századból való védőfal mögött helyezkedtek el, amely a bent lévő várat védte. A falat a török támadások ellen építették. 1532-ben Vipavski Križ városi rangot kapott. 1636-ban a kapucinusok kolostorában könyvtárat hoztak létre, amely ma nyitva áll a látogatók előtt.

## Nevének eredete
A települést 1955-ig Sveti Križ néven hívták, melynek jelentése Szentkereszt. A település nevét a második világháború után hatalomra került kommunista kormány által elfogadott 1948-as földrajzinév törvény miatt kellett megváltoztatni, ami kimondta, hogy a vallási eredetű földrajzi neveket meg kell változtatni.

## Híres szülöttjei
- Joannes Vippacensi prédikátor

## Fordítás
- Ez a szócikk részben vagy egészben  a   Vipavski Križ című angol Wikipédia-szócikk ezen változatának fordításán alapul.  Az eredeti cikk szerkesztőit annak laptörténete sorolja fel. Ez a jelzés csupán a megfogalmazás eredetét és a szerzői jogokat jelzi, nem szolgál a cikkben szereplő információk forrásmegjelöléseként.